# Medioxyoppia actirostrata
Medioxyoppia actirostrata är en kvalsterart som först beskrevs av Aoki 1983.  Medioxyoppia actirostrata ingår i släktet Medioxyoppia och familjen Oppiidae. Inga underarter finns listade i Catalogue of Life.